# Karolina Protsenko
Karolina Protsenko, née le 3 octobre 2008 en Ukraine, est une violoniste vivant en Californie. Dès son enfance, elle se fait connaître en jouant des reprises de musiques à succès dans les rues de Santa Monica.

## Jeunesse et formation

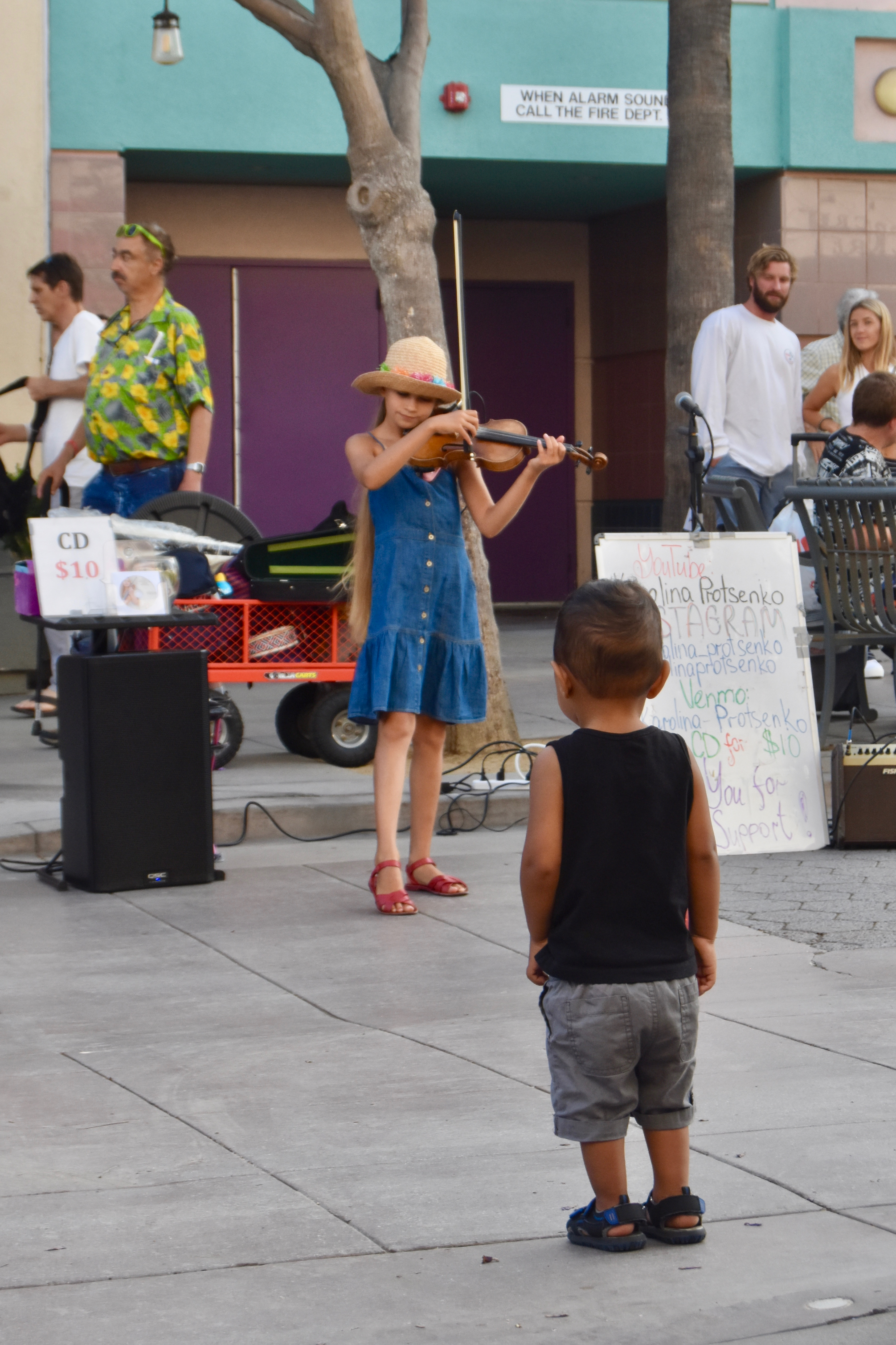
Karolina Protsenko lors d'une de ses premières prestations, à dix ans.

Karolina Protsenko est née le 3 octobre 2008 en Ukraine, de Nikolay et d'Ella, respectivement guitariste et pianiste amateurs. En 2014, la famille quitte l'Ukraine pour la Californie et s'établit à Santa Monica ; Karolina commence à y suivre des cours de violon. Elle a également appris à jouer de la guitare et du piano quelques années après. Karolina Protsenko pratique de la danse classique depuis son jeune âge.

## Carrière
En 2017, la fillette propose à ses parents de jouer dans la rue, à Santa Monica, pour gagner un peu d'argent de poche ; ses prestations remportent un important succès et l'année suivante, elle décide, en accord avec ses parents, d'en diffuser les vidéos sur Internet. Le succès est immédiat : moins de deux ans après avoir commencé, elle est suivie par plus de trois millions d'abonnés et cumule plus de cinq cent millions de vidéos vues ; elle a en outre enregistré quatre albums et été invitée à plusieurs émissions de télévision. En juin 2022, elle compte plus de 7 millions d'abonnés sur Youtube et près de 930 000 abonnés sur son compte Instagram,,,. En juillet 2023, elle compte plus de 8 millions d'abonnés sur Youtube et plus de 980 000 abonnés sur son compte Instagram. En juillet 2025, elle compte 8.69 millions d'abonnés sur Youtube et plus de 2.2 millions d'abonnés sur son compte Instagram.